# Joaquín Sostres y Rey
Joaquín Sostres y Rey (Barcelona, 1853-Barcelona, 23 de noviembre de 1913) fue un político español, alcalde de Barcelona y presidente de la Diputación de Barcelona durante el reinado de Alfonso XIII.

## Biografía
Habría nacido en 1853 en Barcelona. Miembro fundador de la Jove Catalunya y senador por Lérida (1911), fue alcalde de Barcelona entre diciembre de 1911 y abril de 1913, habiendo sustituido en el cargo al marqués de Marianao. También fue presidente de la Diputación de Barcelona.
Falleció a las cinco de la tarde del 23 de noviembre de 1913 en Barcelona, en su vivienda de la calle Pelayo, y fue enterrado en el cementerio del Este.